# Fred Terry
Fred Terry (Londres, 9 de novembre de 1863 – Londres, 12 d'abril de 1933) va ser un actor i director teatral anglès.

## Biografia
Terry va néixer a Londres, Anglaterra dins d'una prestigiosa família teatral. Els seus pares, Benjamin (1818-1896) i Sarah (nascuda Ballard, 1817-1892), eren actors còmics en una companyia de gires amb seu a Portsmouth. Fred era germà de les actrius Florence, Kate, Ellen i Marion. Altres dos germans, George i Charles, estaven relacionats amb la direcció teatral.
Casat amb Julia Neilson, la seva primera actuació a l'escena va ser al Teatre Haymarket l'any 1880. Al llarg de la seva carrera va actuar a les principals ciutats del Regne Unit, els Estats Units, i el Canadà. Durant molts anys va formar part de les companyies de notables actors.
L'any 1900, al costat de la seva esposa va assumir la direcció del Haymarket i, l'any 1915, la del Teatre Novello, produint i protagonitzant Sweet Nell of Old Drury. Van continuar produint obres junts en els següents 30 anys, destacant La Pimpinela Escarlata (produïda per primera vegada el 1903), la qual també van protagonitzar i van adaptar al teatre a partir del manuscrit de la Baronessa Orczy. Malgrat les mordaces crítiques, la peça va ser un gran èxit i es va mantenir més de 2000 funcions, i va gaudir de nombroses reposicions. Ell va actuar en el New Theatre de Londres tots els anys entre 1905 i 1912. A més va fer gires de manera regular amb la seva esposa en la dècada de 1920, principalment representant drames històrics.
Va morir a Londres l'any 1933. Va ser el pare de l'actriu Phyllis Neilson-Terry.